# 7,65×21mm Parabellum
O 7,65×21 mm Parabellum, também conhecido como .30 Luger e Luger de 7,65mm, é um cartucho de pistola que foi introduzido em 1898 pelo fabricante de armas alemão Deutsche Waffen und Munitionsfabriken (DWM) para a nova Pistola Parabellum. Os principais designers foram Georg Luger e Hugo Borchardt, que anteriormente desenvolveram o 7,65×25mm Borchardt enquanto trabalhavam na DWM.

## História
Em 1897, a pistola C-93 Borchardt foi submetida a testes pelo Swiss Military Trials Committee. O Comitê achou o Borchardt pesado e pesado demais para servir como arma militar. Georg Luger foi encarregado pela DWM de melhorar a pistola Borchardt. Ele desenvolveu o cartucho 7,65×21 mm Parabellum a partir do 7,65x25 mm Borchardt. Encurtando o estojo do cartucho, a Luger conseguiu retirar as "deficiências técnicas" do projeto original da Borchardt. Um modelo de transição de Borchardt-Luger no novo calibre foi submetido à comissão suíça em 1898. Após novas melhorias, o resultado final tornou-se o DWM Pistole-Parabellum "Luger pistol" Luger P08. O carregamento do novo cartucho foi padronizado e a produção em massa começou em 1900-1901 na fábrica da DWM em Karlsruhe, na Alemanha.
Por volta de 1903, uma carga separada foi desenvolvida para as carabinas Parabellum, com aproximadamente 20% a mais de pólvora (aumentado do padrão de 0,32-0,35 g para 0,4 g) e um cartucho escurecido, que somente foi fabricada depois depois do termino da Primeira Guerra Mundial.

## Utilização

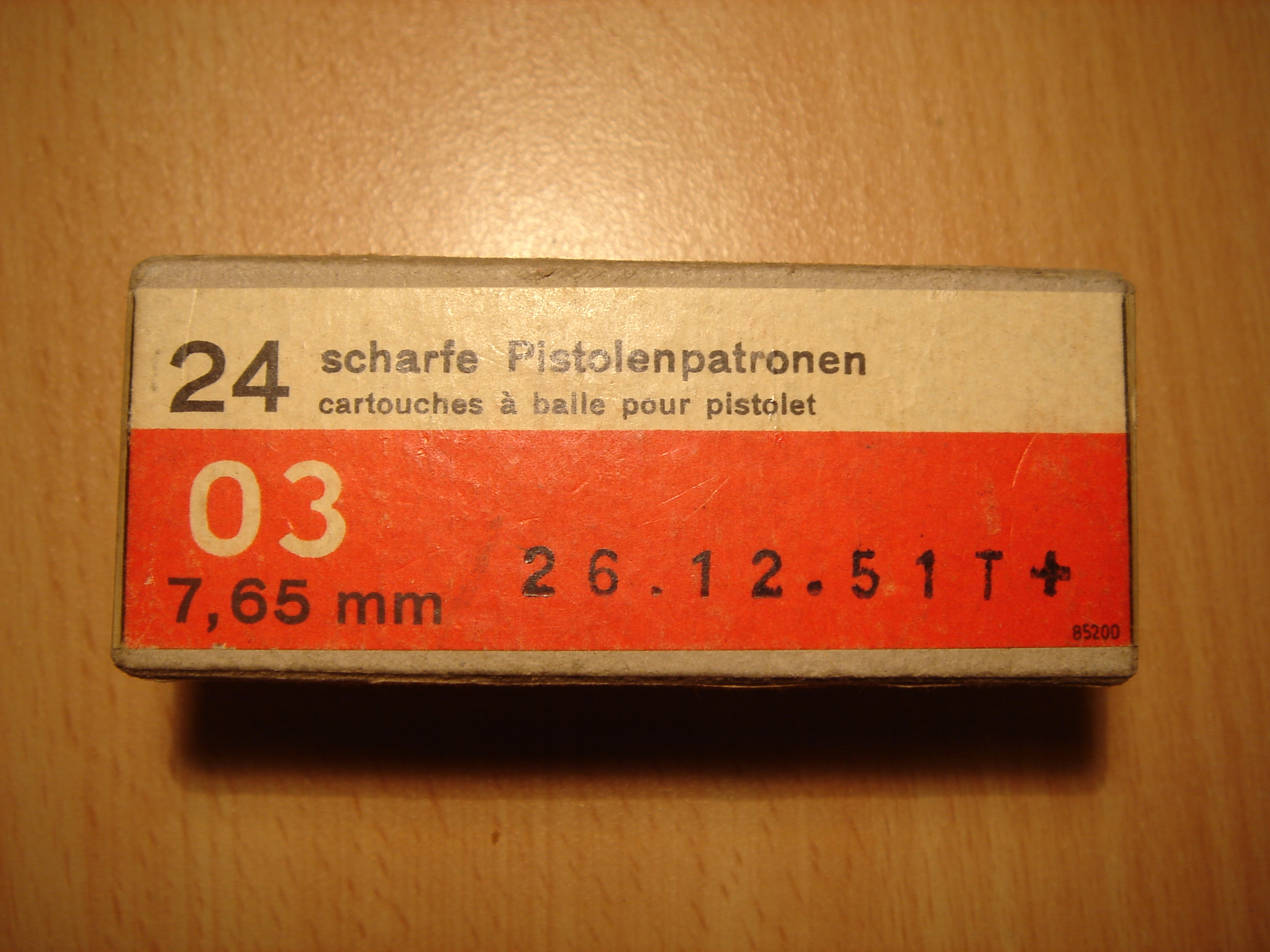

Desde a sua introdução, a munição 7,65×21 mm Parabellum, foi fabricada em vários países tanto para uso doméstico quanto para exportação, incluindo Alemanha, Suíça, Finlândia, França, Portugal, Brasil, Reino Unido e Estados Unidos.

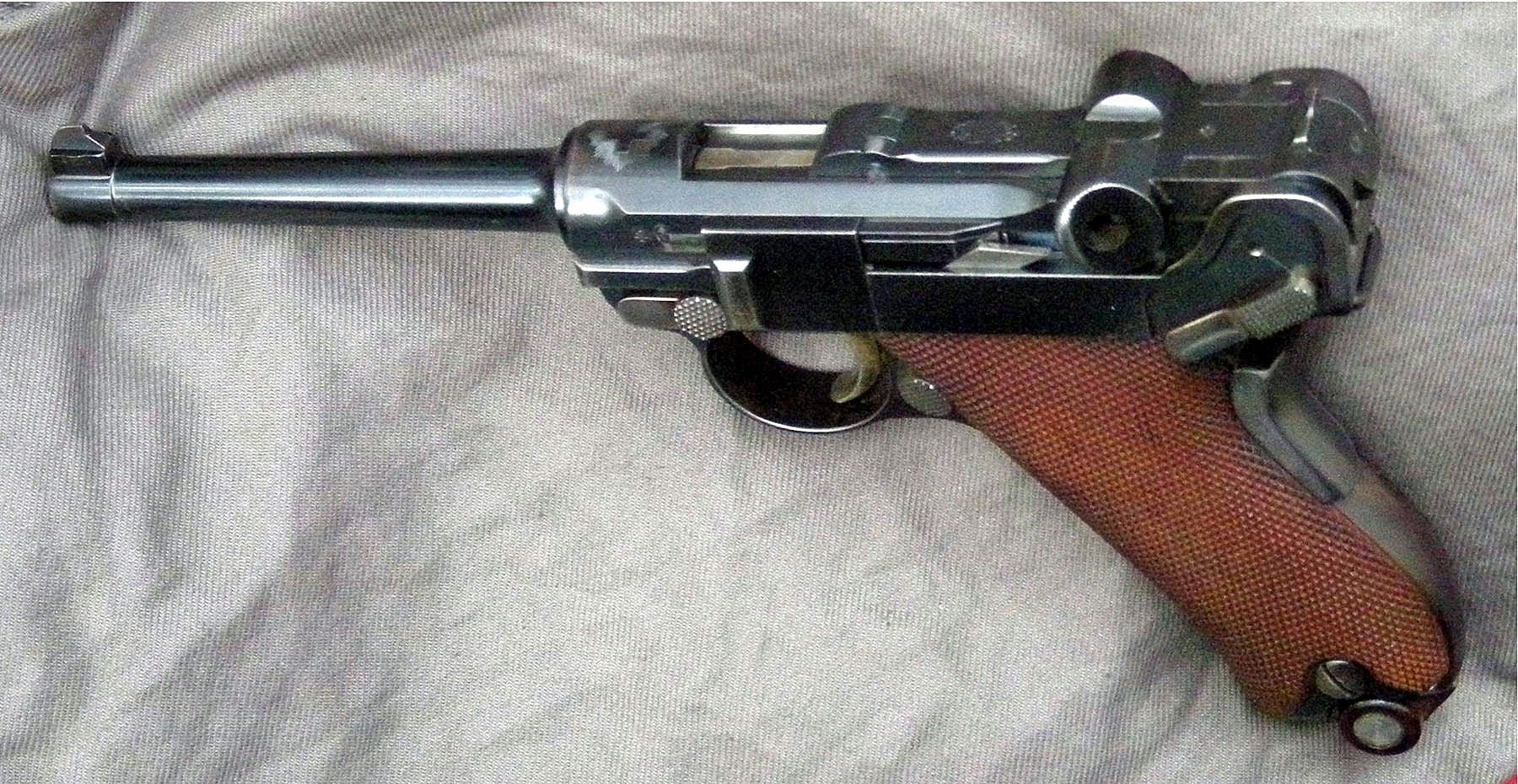

Com a adoção da pistola Luger Parabellum Model 1900 em 1900, a Luger de 7,65 mm tornou-se o cartucho de pistola padrão do Exército Suíço até o final da década de 1940. A atual pistola padrão, SIG P210, também foi fabricada neste calibre, mas apenas para uso civil. Posteriormente converteu suas pistolas para o 9×19 mm Parabellum.
O 7,65 mm Parabellum foi substituído pelo Exército Alemão pelo cartucho 9 × 19 mm Parabellum. Isso envolvia pequenas alterações no equipamento  de 7,65 mm para aceitar um projétil de 9 mm. Devido à largura da caixa quase idêntica, largura do aro e comprimento total dos cartuchos, a maioria das armas de fogo Parabellum de 7,65 mm pode ser convertida em 9 mm Parabellum.
A pistola Luger 7,65 mm foi adotada pelos finlandeses em 1923 com a designação Parabellum Pistooli 23, abreviada para m/23. Cerca de 8000 pistolas foram entregues, mas poucas sobreviveram à guerra. Muitas dessas pistolas foram modificadas para 9 mm, e uma quantidade limitada permaneceu armazenada até 1980 para o pessoal não combatente. A pistola finlandesa Lahti L-35, um design de 1929 introduzido em 1935 para substituir a pistola Luger, também foi originalmente feita em 7,65 mm Parabellum e posteriormente modificadas para 9 mm Parabellum.
Por volta de 1900, as forças armadas brasileiras adotaram a ronda para uso em pistolas Parabellum fabricadas na Alemanha (substituindo parcialmente o revólver estilo Simson Nagant) e, mais tarde, em algumas submetralhadoras Schmeisser MP18 II fabricadas na Bélgica sob licença. Permaneceu em uso limitado por algumas forças policiais até a década de 1970, como a antiga Polícia do antigo Estado da Guanabara.
Além do Luger Parabellum e do SIG P210, várias outras armas foram fabricadas neste calibre, principalmente para a venda comercial em países que restringem o uso civil de calibres militares contemporâneos, como o  9 mm Parabellum. Exemplos incluem o Astra A-80, Benelli B80, Beretta M952, Beretta 92, Walther P38 e P38K (K neste calibre = muito raro), Browning Hi-Power, Mamba, alguns modelos da série Ruger P e a SIG Sauer P220 .
Alguns tipos de submetralhadoras foram fabricadas neste calibre, notavelmente a SIG Bergmann 1920 (a versão suíça licenciada da Bergmann MP-18/1), a submetralhadora Swiss Furrer e sua contraparte aérea de cano duplo a Flieger-Doppelpistole 1919, o M / Neuhausen MKMS, o austríaco MP34 e o Suomi M-26.
A origem do nome Parabellum é derivado da frase latina "Si vis pacem, para bellum" - "Se você quer paz, prepare-se para a guerra", lema da DWM.

## Sinônimos
- 7,65×21mm Parabellum
- .30 Luger
- 7,65mm Luger
- 7,65×21mm
- 7,65×21mm Luger
- 7,65mm Parabellum
- 7,65mm Para